# 一般国民投票
一般国民投票（いっぱんこくみんとうひょう）とは、憲法改正以外の、個別の具体的な国家政策に対して行う国民投票のこと。

## 呼称
日本語での学術上の表現には、他に「一般的国民投票」などがある。日本では憲法改正以外の部分の国民投票制度が法制化されたことがないため、当該国民投票の正式呼称も法定されていないが、2007年の第166回通常国会に提出され否決となった民主党提出の国民投票法案修正案では「憲法改正国民投票」の用語とともに「国政問題国民投票」として規定されていた。

## 法的拘束力
- 法的拘束力がある国民投票であれば、国は投票結果に従う義務がある。日本においては、日本国憲法により間接民主制をとる事になっており、導入するのであれば憲法を改正する必要がある。
- 法的拘束力が無い国民投票であれば、国は投票結果に従う義務はない。国会議員等は法的拘束力が無いので投票結果を無視することが可能であるが、その行動は次の選挙に影響を及ぼす可能性がある事も考慮する必要がある。日本国内における、法的拘束力のない住民投票を全国規模にしたものに近い。